# Satka
Satka (rusky Сатка) je město v Čeljabinské oblasti v Ruské federaci. Při sčítání lidu v roce 2010 měla přes pětačtyřicet tisíc obyvatel.

## Poloha a doprava
Satka leží na západní straně Jižního Uralu u ústí Malé Satky do Velké Satky, levého přítoku Aje v povodí Ufy. Od Čeljabinsku, správního střediska oblasti, je vzdálena přibližně 230 kilometrů západně.
Město je napojeno čtyřiadvacetikilometrovou vedlejší železniční tratí do stanice Berďauš na trati Moskva–Samara–Čeljabinsk–Omsk, jižní větvi Transsibiřské magistrály.
Několik kilometrů jihovýchodně od Satky prochází federální silnice M-5 „Ural“ z Moskvy do Čeljabinsku.

## Dějiny
V roce 1756 zde byl založen Troice-Satkinský metalurgický závod, u kterého vzniklo také osídlení.
Městem se Satka stala v roce 1937.

### Rodáci
- Vladimir Iljič Gundarcev (1944–2014), biatlonista
- Nělli Nikolajevna Sažinová (1938–1996), sovětsko-moldavská sochařka